# Ploceus spekeoides
El tejedor de Fox (Ploceus spekeoides) es una especie de ave paseriforme de la familia Ploceidae endémica de Uganda.

## Distribución y hábitat
Se encuentra en las sabanas húmedas inundables estacionalmente y los herbazales que circundan los lagos y otros humedales de Uganda.
Está amenazado por la pérdida de hábitat.